# Pholcus leruthi
Pholcus leruthi är en spindelart som beskrevs av Roger de Lessert 1935. Pholcus leruthi ingår i släktet Pholcus och familjen dallerspindlar.
Artens utbredningsområde är Kongo. Inga underarter finns listade i Catalogue of Life.